# 巴讷维尔拉康帕涅
巴讷维尔拉康帕涅（法語：Banneville-la-Campagne，法語發音：[banvil la kɑ̃paɲ] ⓘ）是法国卡尔瓦多斯省的一个市镇，属于卡昂区。

## 地理
巴讷维尔拉康帕涅（49°10'6"N, 0°13'11"W）面积6.44 平方千米，位于法国诺曼底大区卡爾瓦多斯省，该省份为法国西北部沿海省份，北濒大西洋英吉利海峡，东北与滨海塞纳省以海上边界相接，东临厄尔省，南至奧恩省，西与芒什省接壤。
与巴讷维尔拉康帕涅接壤的市镇（或旧市镇、城区）包括：卡尼、代穆维尔、埃米耶维尔、圣佩、萨内维尔、特罗阿恩、维蒙。

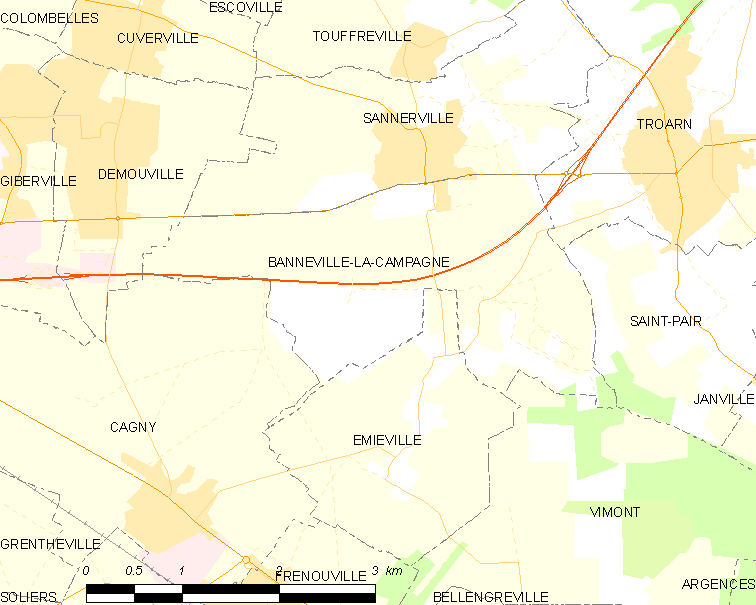
巴讷维尔拉康帕涅的OSM定位图

巴讷维尔拉康帕涅的时区为UTC+01:00、UTC+02:00（夏令时）。

## 行政
巴讷维尔拉康帕涅的邮政编码为14940，INSEE市镇编码为14036。

## 政治
巴讷维尔拉康帕涅所属的省级选区为特罗阿恩县。

## 人口

1962-2008年间巴讷维尔拉康帕涅人口变化图示

巴讷维尔拉康帕涅于2022年1月1日时的人口数量为188人。